# Emile Guiriéoulou
Emile Guiriéoulou (* 1. Januar 1949 in Guiglo oder Zouán) ist ein ivorischer Politiker.

## Leben
Guiriéoulou, von Beruf Wirtschaftsanalyst, saß in der 2005 beginnenden Wahlperiode für die Front Populaire Ivoirien (FPI) als Vertreter der Gemeinde Guiglo (Departement: Guiglo / Region: Moyen-Cavally) im ivorischen Parlament. Dort gehörte er dem Ausschuss für allgemeine Angelegenheiten und Institutionelles (Commission des Affaires Générales et Institutionnelles, CAGI) an.
Vormals Arbeitsminister war er im Zuge der Regierungskrise 2010/2011 vom 5. Dezember 2010 bis 11. April 2011 Innenminister in der Regierung Aké N’Gbo.
Am 12. Dezember 2010 warf Emile Guiriéoulou ausländischen, westlichen Diplomaten Einmischung in die inneren Angelegenheiten der Elfenbeinküste vor. Verschiedene Botschaftsmitarbeiter hätten versucht Armeeoffiziere und Leiter von Medienanstalten zu einer Unterstützung Ouattaras zu bewegen.
Guiriéoulou war als Mitglied der Regierung Aké N'Gbo ab 11. Januar 2011 von Sanktionen der Europäischen Union betroffen. So durfte er nicht in die EU einreisen und seine Gelder wurden eingefroren.